# Пэджет, Генри, 1-й граф Аксбридж (второй креации)
Генри Бейли-Пэджет (англ. Henry Bayly-Paget; 18 июня 1744 — 13 марта 1812) — британский аристократ, 9-й барон Пэджет, с 1769 года, 3-й баронет Бейли с 1782 года, 1-й граф Аксбридж с 1784 года, старший сын сэра Николаса Бейли, 2-го баронета Бейли из Плас-Ньюидда в Англси (1709—1782), и его жены Кэролайн Пэджет (1707—1766), дочери бригадного генерала Томаса Пэджета (умер в 1741), правнучки Уильяма Пэджета, 5-го барона Пэджета (1609—1678). С 1744 по 1769 год он был известен как Генри Бейли, а с 1769 по 1784 год — как лорд Пэджет.

## Ранняя жизнь
Родился 18 июня 1744 года. Урожденный Генри Бейли, он был старшим сыном сэра Николаса Бейли, 2-го баронета Бейли из Плас-Ньюидда в Англси (1709—1782), и его жены Кэролайн Пэджет (1707—1766), дочери бригадного генерала Томаса Пэджета (умер в 1741), правнучки Уильяма Пэджета, 5-го барона Пэджета (1609—1678).
В 1769 году после смерти троюродного брата своей матери, Генри Пэджета, 2-го графа Аксбриджа (1719—1769), Генри унаследовал титул бароном Пэджетом. По Королевской лицензии 29 января 1770 года он взял фамилию Пэджет вместо Бейли. 9 декабря 1782 года он унаследовал от отца титул баронета Бейли.

## Карьера
Генри Пэджет был назначен полковником недавно сформированного Стаффордширского ополчения 22 апреля 1776 года во время Войны за независимость Америки. Он ушел в отставку в 1781 году, но был вновь назначен в 1783 году, после окончания войны, и полк был расформирован. Он все еще командовал полком, когда он был переформирован для войны за независимость Франции, и оставался таковым до своей смерти.
Генри Пэджет стал лордом-лейтенантом Англси в 1782 году. 19 мая 1784 года он получил титул графа Аксбриджа (в графстве Мидлсекс). Он также был лордом-лейтенантом Стаффордшира с 1801 по 1812 год, констеблем замка Кернарфон, рейнджером леса Сноудон, стюардом Бардни и вице-адмиралом Северного Уэльса.

## Личная жизнь

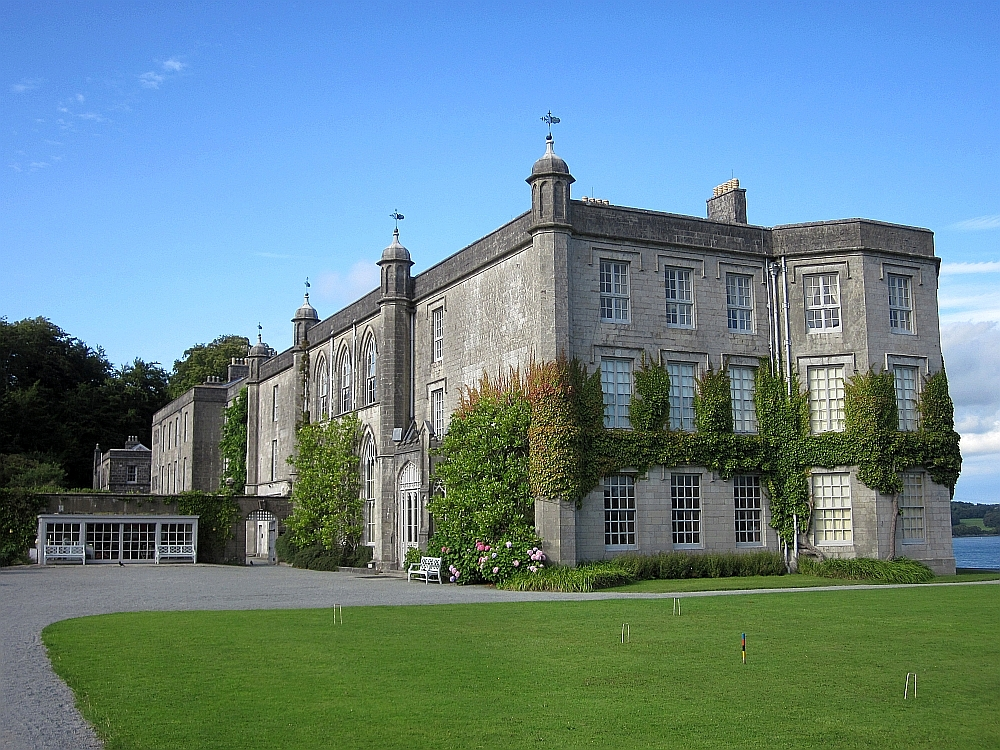
Плас-Ньюидд, резиденция семьи Бейли (и Бейли-Пэджет)

11 апреля 1767 года лорд Аксбридж женился на Джейн Шампанье (1742 — 9 марта 1817), дочери преподобного Артура Шампанье, декана Клонмакнуаза, потомка известной гугенотской семьи, обосновавшейся в Ирландии, и его жены Джейн Форбс. У них было двенадцать детей:
- Генри Уильям Пэджет (17 мая 1768 — 29 апреля 1854), 2-й граф Аксбридж, 10-й барон Пэджет, 4-й баронет Бейли с 1812 года, 1-й маркиз Англси с 1815 года, фельдмаршал, женившийся на леди Кэролайн Вильерс[англ.], дочери Джорджа Вильерса, 4-го графа Джерси[англ.]. Они развелись в 1810 году, после чего она вышла замуж за Джорджа Кэмпбелла, 6-го герцога Аргайла[5].
- Уильям Пэджет (22 декабря 1769 — сентябрь 1794), капитан, член парламента, умерший неженатым[4].
- 'сэр Артур Пэджет[англ.] (15 января 1771 — 26 июля 1840), который а 1809 году женился на леди Августе Паркер, дочери Джона Фейна, 10-го графа Уэстморленда, бывшей жене Джона Паркера, 1-го графа Морли[4].
- 'Кэролайн Пэджет (1773 — 9 июля 1847), которая вышла замуж за Джона Капелла, сына Уильяма Капелла, 4-го графа Эссекса[англ.][6].
- Джейн Пэджет[англ.] (1774 — 30 июня 1842), которая вышла замуж за Джорджа Стюарта, 8-го графа Галлоуэй[4].
- сэр Эдвард Пэджет (3 ноября 1775 — 13 мая 1849), генерал, который в 1805 году женился на достопочтенной Фрэнсис Багот, третьей дочери Уильяма Бэгота, 1-го барона Бэгота[англ.]. После ее смерти в 1806 году он женился на леди Харриет Легг, третьей дочери Джорджа Легга, 3-го графа Дартмута[4].
- Луиза Пэджет (1777 — 23 января 1842), 1-й муж — генерал-лейтенант сэр Джеймс Эрскин, 3-й баронет; 2-й муж — генерал сэр Джордж Мюррей (1772—1846)[4]
- сэр Чарльз Пэджет[англ.] (7 октября 1778 — 27 января 1839), вице-адмирал, который женился на Элизабет Монк, дочери и сонаследнице Генри Монка, в 1805 году[4].
- Беркли Томас Пэджет[англ.] (2 января 1780 — 23 января 1842), который женился на Софии Бакнолл, единственной оставшейся в живых дочери достопочтенного Уильяма Бакнолла (второй сын Джеймса Гримстона, 2-го виконта Гримстона), в 1804 году.
- Шарлотта Пэджет (1781 — 26 января 1817), которая вышла замуж за Джона Коула, 2-го графа Эннискиллена[англ.][4].
- Мэри Пэджет (1783 — 29 апреля 1835)[7], которая вышла замуж за Томаса Грейвса, 2-го барона Грейвса[англ.][4].
- Браунлоу Пэджет (1787—1797), умерший молодым[4].

Лорд Аксбридж умер в марте 1812 года в возрасте шестидесяти семи лет, и графство унаследовал его старший сын Генри, который прославился в битве при Ватерлоо и получил титул маркиза Англси. Графиня Аксбридж умерла в марте 1817 года в возрасте семидесяти лет.
В 1809 году лорд Аксбридж купил Сербитон-Плейс, к югу от Кингстона на Темзе. Когда в 1850-х годах на его территории было построено поместье Сурбитон-Парк, улица была названа Аксбридж-роуд в честь него и его наследника Генри.